# Rosněnkovití
Rosněnkovití (Centrolenidae) jsou čeleď amerických žab.

## Popis

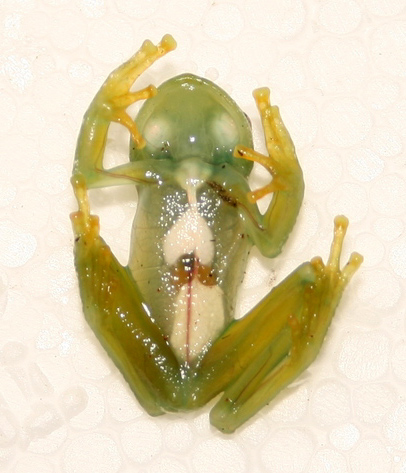
Spodní strana těla rosněnky

Rosněnkovití zahrnují malé druhy (< 22 mm), středně velké druhy (22–35 mm) i velké druhy (35–55 mm) žab. Největším zástupcem čeledi je rosněnka gekonovitá (Centrolene geckoideum), jejíž dospělci mohou dosahovat velikosti až okolo 80 mm. Rosněnky se vyznačují zakulacenou hlavou s velkýma vystouplýma očima, relativně dlouhými a štíhlými končetinami (typicky se srůstem dlouhých kostí) a přítomností plovacích blán. Prsty jsou zakončeny příchytnými disky, díky nimž rosněnky do jisté míry připomínají rosničkovité (Hylidae). Liší se však od nich zejména srostlými zánártními kostmi a rozšířeným volným koncem kosti posledního článku prstů. Zbarvení se pohybuje zejména v odstínech zelené, případně hnědé. Většinu druhů navíc zdobí světle žluté či bílé tečky, případně skvrny vícebarevné, jež se nazývají ocelli („očka“).
Jedinečným znakem rosněnek je jejich průhlednost, jež jim v některých jazycích vynesla pojmenování „skleněné žáby“. Přes spodní stranu těla je možné pozorovat i jejich vnitřní orgány a často nazelenalé kosti. Průhlednost je u ostatních obratlovců velmi vzácný fenomén, protože červené krvinky v krevním oběhu silně absorbují modré a zelené složky světla. Odpočívající rosněnky však erytrocyty během odpočinku ukládají do jater (téměř 90 %), díky čemuž zvýší svou průhlednost dvakrát až třikrát. Tato adaptace rosněnkám poskytuje účinnou formu maskování.

## Chování a ekologie

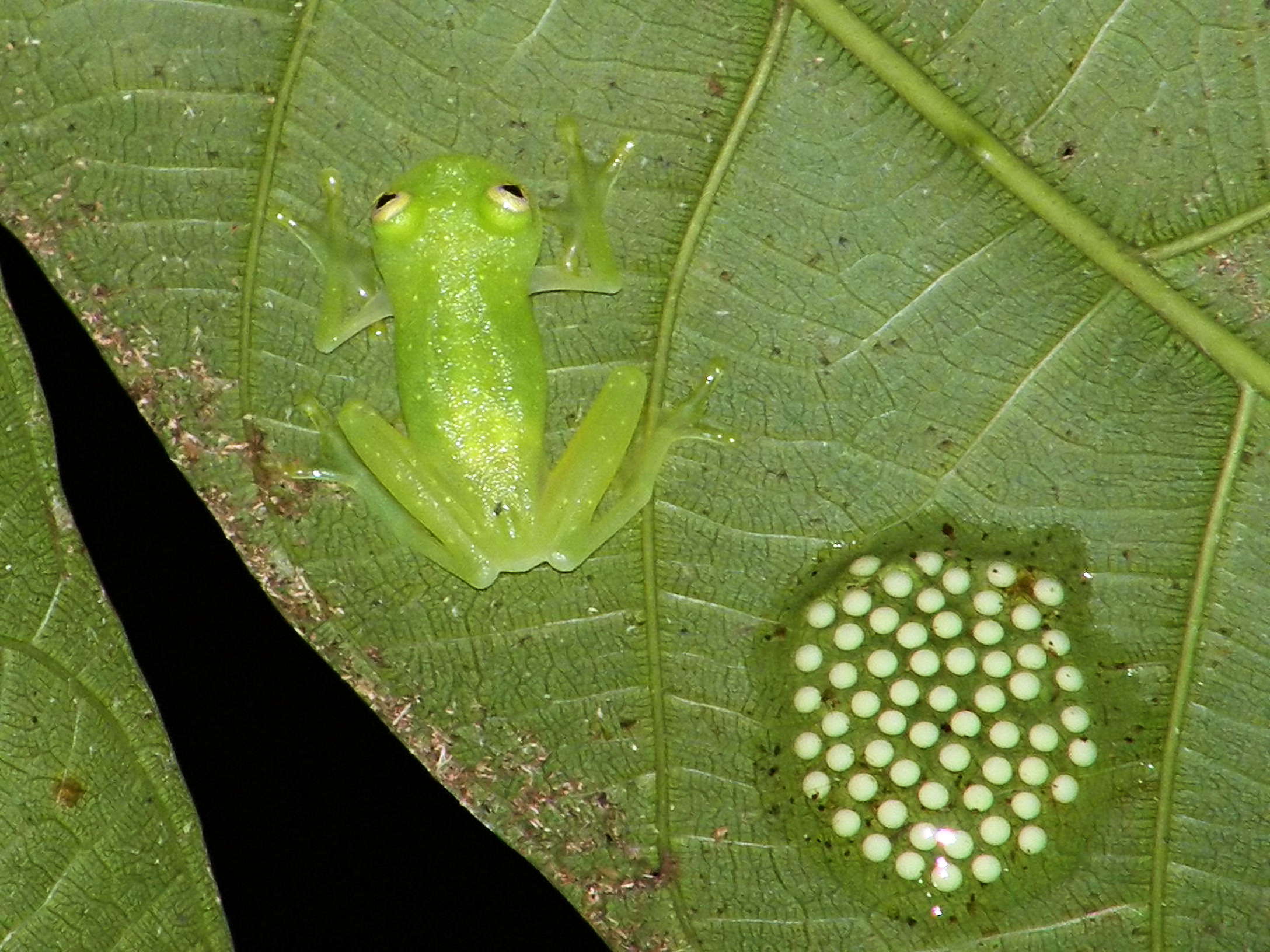
Rosněnka zelenavá (Hyalinobatrachium colymbiphyllum) s vajíčky

Rosněnkovití jsou neotropickou čeledí žab. Ve Střední Americe areál výskytu sahá od jižního Mexika po Panamu. V Jižní Americe se tyto žáby vyskytují v andském regionu od Venezuely po Bolívii, dále v povodí Amazonky a Orinoka, na Guyanské vysočině a na území atlantického lesa v jihovýchodní Brazílii a severovýchodní Argentině. Zvláště pro andské druhy bývá typický endemismus. Rosněnkovití žijí zejména ve vegetaci nad či v blízkosti vodního zdroje, často v horských mlžných lesích, ale i v jiných typech zalesněných stanovišť. Některé druhy však obývají např. i stepi páramo.
Rosněnkovití jsou aktivní během noci, zatímco den tráví odpočinkem. Živí se zejména hmyzem, ačkoli rosněnka gekonovitá může přemoci i menší druhy obratlovců. Některé druhy vykazují agresivní chování, a to navzdory své malé tělesné velikosti; například samci rosněnky průsvitné (Espadarana prosoblepon) se při vzájemných potyčkách často snaží svého soka shodit z obsazeného listu, přičemž k vzájemnému zaklesnutí využívají hákovitý výrůstek na pažní kosti.
Rozmnožování je vázáno na vlhké podmínky, v místech se sezónním klimatem proto probíhá výhradně během období dešťů, zatímco jinde celoročně. Rosněnky kladou snůšky vajíček na horní či dolní plochu listů převislých nad vodou, nicméně rosněnka gekonovitá vajíčka umisťuje na skalní stěny v blízkosti peřejí a vodopádů, jež jsou stříkající vodou pravidelně zvlhčovány. Z vhodných hnízdišť se samci rosněnek za temných deštivých nocí začínají ozývat potenciálním partnerkám. Amplexus je u těchto žab axilární, samec se tedy při tomto tradičním žabím rozmnožovacím rituálu drží samice v oblasti podpaží. Nakladené snůšky většinou rosněnky hlídají, častá je samčí rodičovská péče. Toto chování přispívá k ochraně vajíček před vyschnutím nebo predátory, mezi něž se řadí zejména mouchy z čeledí břežnicovití (Ephydridae) a octomilkovití (Drosophilidae), jejichž larvy se žabími zárodky živí. Přeživší larvy po vylíhnutí padají do vody. Pulci některých rosněnek se zavrtávají do substrátu, přičemž život v tomto na kyslík chudém prostředí jim umožňuje hustá síť kožních vlásečnic, díky které mají nápadně červenou barvu.

## Systematika
Za popisnou autoritu rosněnek je pokládán americký přírodovědec Edward Harrison Taylor (1951). K roku 2024 se rosněnky řadí do dvou hlavních podčeledí, Hyalinobatrachinae a Centroleninae. Na úrovni samostatné čeledi vystupuje rod Allophryne, někdy řazený přímo v rámci rosněnek.
Systém aktuální k 19. září 2024 je uveden níže a zahrnuje i taxony s nejistým zařazením:
- rod Ikakogi Guayasamin, Castroviejo-Fisher, Trueb, Ayarzagüena, Rada, and Vilà, 2009
- podčeleď Hyalinobatrachinae Guayasamin, Castroviejo-Fisher, Trueb, Ayarzagüena, Rada, and Vilà, 2009
  - rod Celsiella Guayasamin, Castroviejo-Fisher, Trueb, Ayarzagüena, Rada, and Vilà, 2009 (2 sp.)
  - rod Hyalinobatrachium Ruiz-Carranza and Lynch, 1991 (35 sp.)
- podčeleď Centroleninae Taylor, 1951
  - "Centrolene" azulae (Flores and McDiarmid, 1989)
  - "Centrolene" medemi (Cochran and Goin, 1970)
  - "Centrolene" petrophilum Ruiz-Carranza and Lynch, 1991
  - "Centrolene" quindianum Ruiz-Carranza and Lynch, 1995
  - "Centrolene" robledoi Ruiz-Carranza and Lynch, 1995
  - "Cochranella" duidaeana (Ayarzagüena, 1992)
  - "Cochranella" euhystrix (Cadle and McDiarmid, 1990)
  - "Cochranella" geijskesi (Goin, 1966)
  - "Cochranella" ramirezi Ruiz-Carranza and Lynch, 1991
  - "Cochranella" riveroi (Ayarzagüena, 1992)
  - "Cochranella" xanthocheridia Ruiz-Carranza and Lynch, 1995
  - rod Audaciella Dubois, Ohler, and Pyron, 2021 (2 sp.)
  - rod Centrolene Jiménez de la Espada, 1872 (31 sp.)
  - rod Chimerella Guayasamin, Castroviejo-Fisher, Trueb, Ayarzagüena, Rada, and Vilà, 2009 (3 sp.)
  - rod Cochranella Taylor, 1951 (8 sp.)
  - rod Espadarana Guayasamin, Castroviejo-Fisher, Trueb, Ayarzagüena, Rada, and Vilà, 2009 (3 sp.)
  - rod Nymphargus Cisneros-Heredia and McDiarmid, 2007 (43 sp.)
  - rod Rulyrana Guayasamin, Castroviejo-Fisher, Trueb, Ayarzagüena, Rada, and Vilà, 2009 (6 sp.)
  - rod Sachatamia Guayasamin, Castroviejo-Fisher, Trueb, Ayarzagüena, Rada, and Vilà, 2009 (5 sp.)
  - rod Teratohyla Taylor, 1951 (5 sp.)
  - rod Vitreorana Guayasamin, Castroviejo-Fisher, Trueb, Ayarzagüena, Rada, and Vilà, 2009 (10 sp.)